# Erloschene Corps
Als erloschene Corps werden diejenigen Corps bezeichnet, die seit mindestens 50 Jahren keinen aktiven Betrieb unterhalten. Dabei ist es gleichgültig, wie lange sie bestanden und weshalb sie suspendierten. Die akademischen Corps waren im späten 18. und frühen 19. Jahrhundert vor allem landsmannschaftliche Zusammenschlüsse.
Zu den 273 Corps in dieser Liste könnten noch die Corps im Rudolstädter Senioren-Convent und im Askanischen Senioren-Convent sowie einige Deutsch-Baltische Studentenverbindungen gezählt werden.

Corps in Europa

## Hintergrund
Dass die meisten Neustiftungen bald eingingen, mag an mangelnder Ausstrahlung und Bindungskraft gelegen haben. Die Bünder hatten noch keine Philister oder Alten Herren und waren „Verbindungen“ auf Zeit. Und „die 1830er Jahre waren für die Korps eine schlimme Zeit. Die Torheiten der Demagogen mussten sie mitbüßen, jede freiere Regung wurde unbarmherzig unterdrückt und nur zeitweilig lastete der Polizeidruck mit geringerer Wucht auf dem deutschen Studentenleben“. Bald kamen Probleme von der anderen Seite. In den 1840er Jahren setzte der liberale Progress den eher „konservativen“ Corps zu. Das aufschlussreichste Beispiel ist das Corps Littuania.
Indem das Königreich Preußen zur deutschen Führungsmacht aufstieg und die Hohenzollern Corpsstudenten wurden, änderte sich der Zeitgeist wieder. Überall entstanden neue Corps; sie hatten aber keinen leichten Stand, weil sich alte behauptet hatten und der Kösener Senioren-Convents-Verband entstanden war. So erhellt der Blick auf die im 19. Jahrhundert erloschenen Corps die Sozialgeschichte der deutschen Universitäten.
Die Farben der meisten Bänder haben landesgeschichtliche Bezüge. Viele greifen auf Studentenorden und Kränzchen zurück.

„Es ist ferner zu berücksichtigen, daß das beängstigende Anwachsen der Studentenschaft in den letzten Jahrzehnten am wenigsten auf die Kreise zurückzuführen ist, auf die die Korps überhaupt rechnen können – und wollen.“

## Hochschulorte

### Altdorf
Die Altdorfina wurde am 24. September 1809 von König Maximilian I. Joseph (Bayern) aufgelöst.
- Bavaria (1808) blau-weiß-rot
- Franconia (1808) grün-weiß-rot[EN 2]
- Suevia (1808) ?

### Basel
Die 1460 gegründete Universität Basel war eine Hochburg der Buchdruckerkunst und des Humanismus. Zu den vier klassischen Fakultäten kamen in der zweiten Hälfte des 19. Jahrhunderts mehrere neue Fächer. Zur Universität gehört eine der größten Bibliotheken der Schweiz.
- Alamannia (1865–1878) grün-rot-gold (v. u.), siehe Schweizer Studentenverbindungen#Basel
- Helvetia (1876), Corps Alt-Rhenania (1889–1916) schwarz-weiß-orange
- Helvetia = „Gold-Helvetia“ (1876–1889) rot-weiß-gold
- Markomannia VII (1825) rot-weiß-rot
- Rauracia (1856) schwarz-weiß-grün

### Berlin
Da die (pietistische) Universität Halle von Napoleon geschlossen worden war, gründete Preußen nach dem Frieden von Tilsit am 16. August 1809 die Alma mater berolinensis. Sie war Preußens zweite (mit Halle dritte) Universität und trug von 1828 bis 1946 den Namen von König Friedrich Wilhelm III.

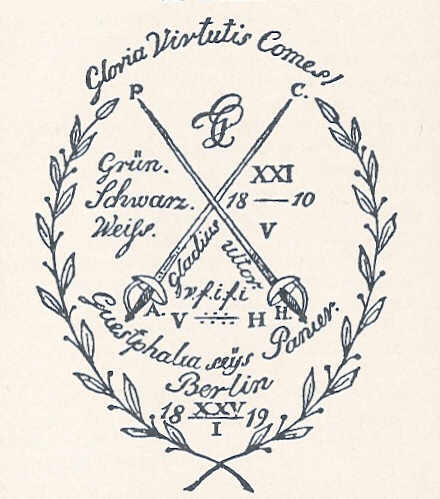
Bundeszeichen der Guestphalia I

- Alemannia (1869–1887) grün-weiß-violett m. S.[A 2]
- Borussia I (1815–1816) schwarz-weiß o. P.[A 3]
- Curonia (1815–1821) grün-blau-weiß m. S.[A 4]
- Franconia (1863–1864) lila (blau)-silber-rosa m. S.
- Guestphalia I (1811–1821) grün-schwarz-weiß m. S.[A 5]
- Hanseatia (1840–1846) grün-weiß-rot m. S.[A 6]
- Lusatia I (1819–1821) blau-rot-gold o. P.[A 7]
- Lusatia II (1840) blau-rot-gold m. G.[A 8]
- Marco-Borussia (1833–1835) schwarz-weiß-orange
- Neoborussia (1838–1866) schwarz-weiß-rosa m. S.[A 9]
- Neo-Marchia (1816–1818) grün-orange o. P.
- Neo-Pomerania (1817–1818) blau-weiß-gold o. P.
- Pomerania I (1809–1821) blau-weiß mit S.[A 10]
- Pomerania II (1838–1847) blau-silber-blau m. S.
- Silesia I (1811–1813) blau-weiß o. P.[A 11]
- Silesia II (1839–1840) rot-weiß-blau m. S.
- Thuringia (1819–1820) grün-weiß-rot o. P.
- Vandalia I (1811–1821) blutrot-gold m. G.

Außerhalb des Berliner Senioren-Convents bestanden nach dem Ersten Weltkrieg folgende Corps im Rudolstädter SC:
- Salingia (1850–1931) orange-silber-grün

### Bern
Die 1834 gegründete Universität Bern erhielt 1874 eine Christkatholisch-theologische Fakultät. Als Reaktion auf das päpstliche Unfehlbarkeitsdogma sollte sie die Grundlagen für eine von Heiligen Stuhl unabhängige nationale Kirche schaffen. Durch Teilung entstanden 1921 die philosophisch-historische und die philosophisch-naturwissenschaftliche Fakultät.
- Alpigenia (1876–1896, Corps seit 1884) rot-weiß-grün
- Rhaetia (1841–1848) blau-rot-gold
- Rhenania I (1852) blau-weiß-rot
- Rhenania II (1870–1880) schwarz-weiß-orange[A 12]
- Tigurinia (1883–1919, Corps seit 1889) rot-gold-rot

### Bochum

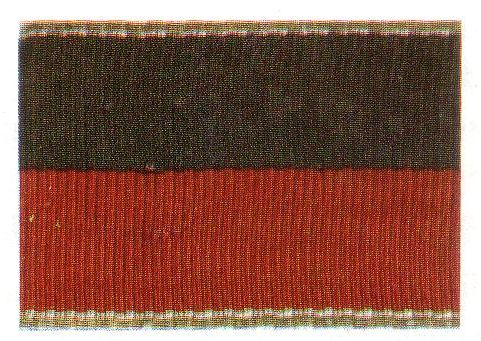
Marchia

In Konkurrenz zu Dortmund erhielt Bochum 1960 den Zuschlag für eine zweite Technische Hochschule in Westfalen. Heute hat die Ruhr-Universität Bochum 21 Fakultäten.
- Marchia Bochum (1966–1971) wurde am 4. März 1966 von Kösener Corpsstudenten gestiftet. Marchia organisierte im Februar 1967 im Rahmen einer Veranstaltungsreihe in Bochum eine der ersten großen politischen Veranstaltungen an der jungen Universität in Form einer Podiumsdiskussion über die NPD.[EN 3] Kurt Biedenkopf, damals Dekan der Abteilung für Rechtswissenschaft an der Ruhr-Universität, hielt anlässlich des einjährigen Bestehens des Corps am 4. März 1967 einen Vortrag über die Entwicklung der Ruhr-Universität.[EN 4] Am 10. Februar 1971 trat Marchia aufgrund der Aufgabe der Mensur aus dem KSCV aus und suspendierte ihren aktiven Betrieb kurz darauf. In der Zeit ihres Bestehens hatte sie insgesamt 22 Mitglieder.

### Bonn
Die Rheinische Friedrich-Wilhelms-Universität entstand 1818 als sechste preußische Hochschule. Nach dem Frieden von Tilsit hatte Preußen die katholische Universität Münster aufgegeben und die Alte Universität Duisburg nach Bonn verlegt.
- Curonia I (1822–1823) grün-blau-weiß m. S.
- Curonia II (1830) grün-blau-weiß m. S.
- Hansea I (1838–1844) rot-weiß-rot m. S. → Corps Hansea Bonn
- Lahnania (1825–1827) schwarz-rot-weiß m. S.
- Markomannia (1855–1859) weiß-hellblau-gold[A 13]
- Saxo-Pomerania (1836/37) himmelblau-weiß-schwarz m. S. → Corps Saxonia Bonn
- Sigambria (1828) blau-weiß-schwarz
- Teutonia (1848–1936) grün-rot-gold

### Bremen

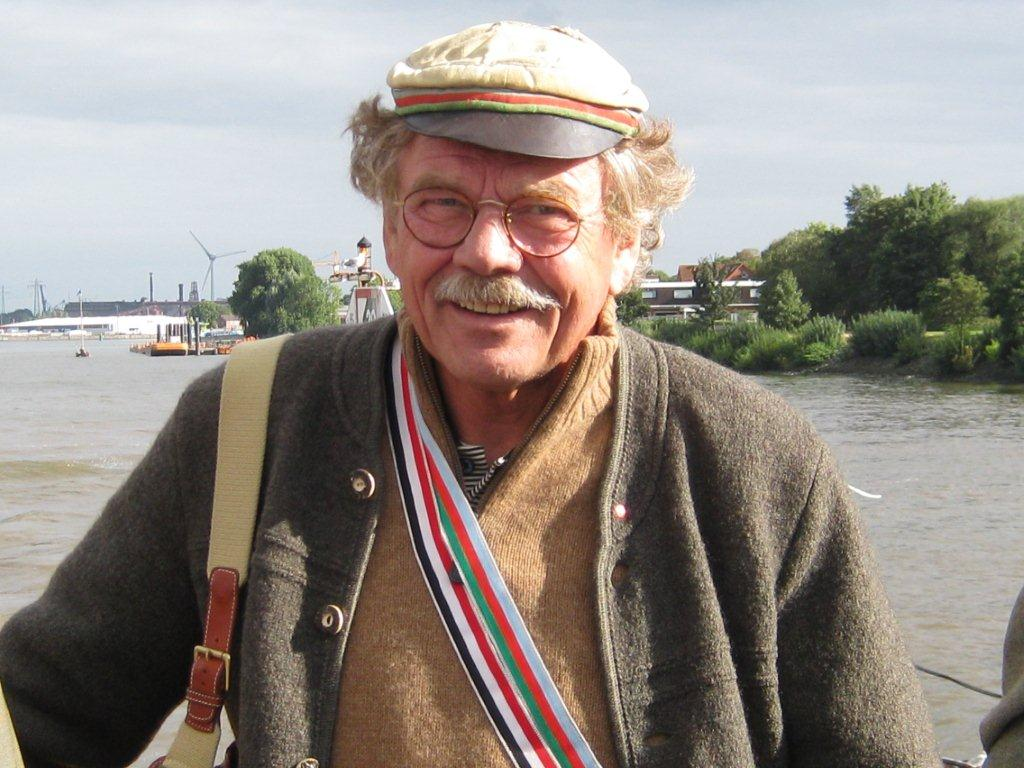
Bremer Hanseate

Die scherzhaft als „Marx und Moritz-Universität“ bezeichnete Hochschule wurde 1971 gegründet und integrierte die Pädagogische Hochschule Bremen. Bei ausdrücklich libertärem Anspruch war eine Universität mit den klassischen Fächern Rechtswissenschaft, Medizin und Naturwissenschaften geplant. Das einzige Corps war Mitglied im Kösener Senioren-Convents-Verband.
- Hansea (1997–1998) rot-weiß-schwarz[A 14]

### Breslau
Als Preußen sich nach den Niederlagen gegen Napoleon und dem Frieden von Tilsit neu formierte, entstand 1811 in Breslau die Schlesische Friedrich-Wilhelms-Universität. Vor der Hallenser Wiedergründung (1817) war sie Preußens dritte Universität. Sie war die erste deutsche Universität mit einer katholischen und einer protestantischen Fakultät. Wie kein anderer hatte der Senioren-Convent zu Breslau viele katholische Theologen in seinen Reihen.

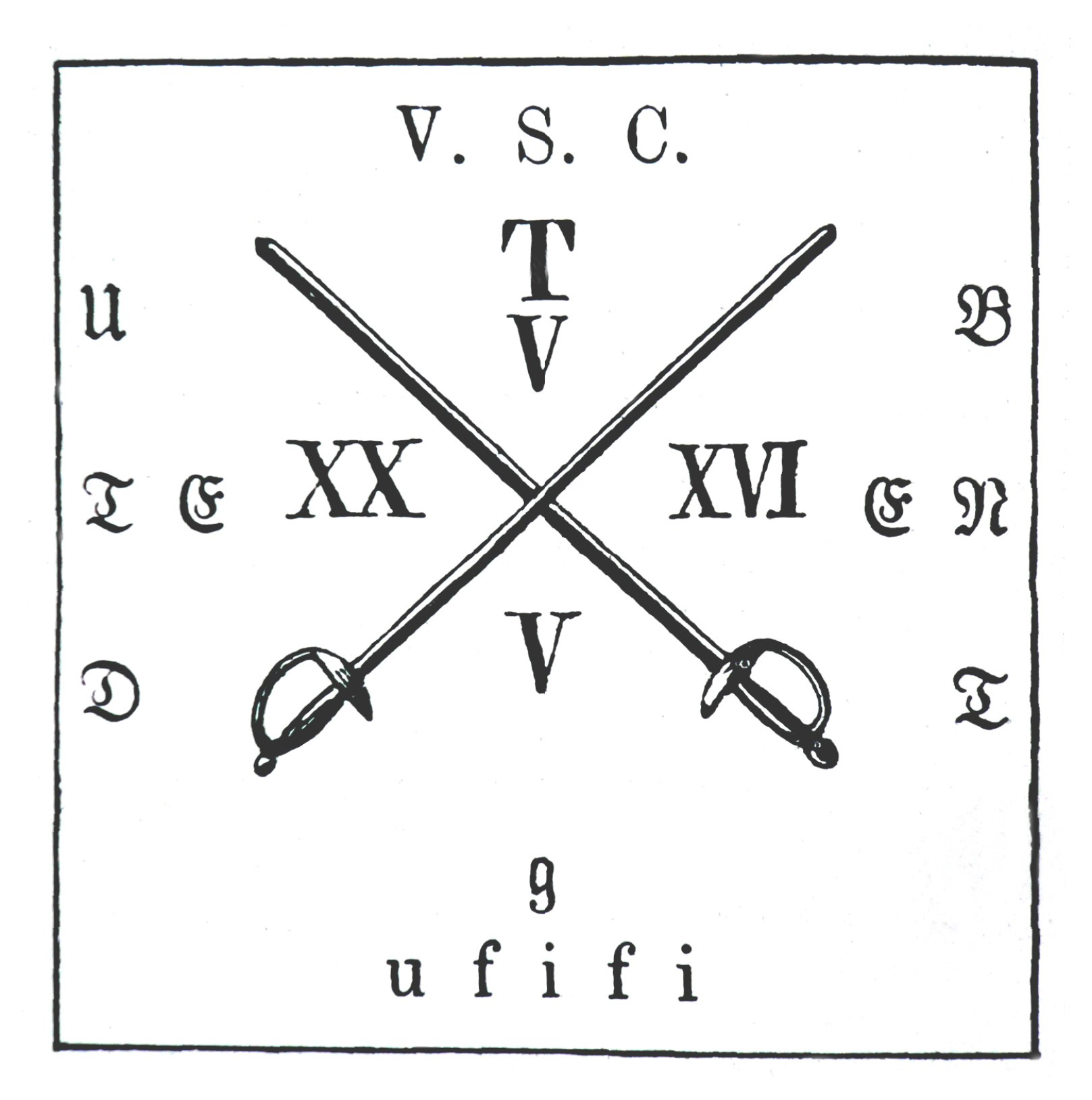
Teutonia 1816–1819

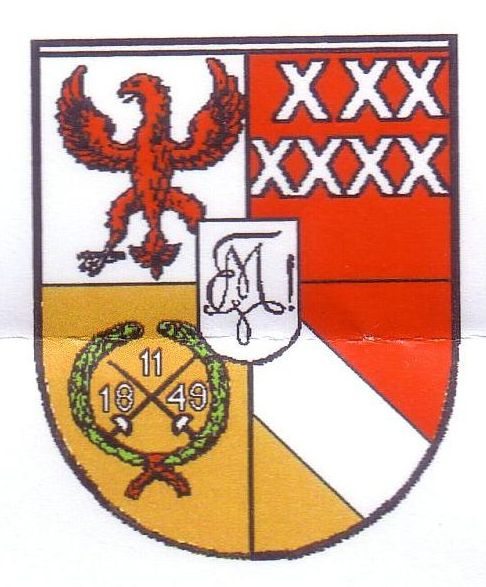
Marchia (II) Breslau

- Silesia (11. November 1811 – 15. Mai 1813), entstanden aus dem Schlesischen Kränzchen, das am 12. April 1787 an der Brandenburgischen Universität Frankfurt gestiftet wurde und aus dem Urkränzchen vom 3. Juli 1786 hervorging
- Silesia et Marchia conjuncta (15. Mai 1813 – Frühjahr 1816), entstanden aus vorgenannter Silesia
- Teutonia (20. Mai 1816 – 22. November 1819) schwarz-rot-weiß, aus vorgenannter Silesia et Marchia conjuncta entstanden und von deren Mitgliedern nach Auflösung der Teutonia am 23. November 1819 als Corps Borussia zu Breslau unter Beibehaltung von Wahlspruch, Wappensprüchen und Farben der Teutonia gestiftet
- Marchia I (1811–1815) orange-weiß
- Marchia II (1849–1860) orange-weiß-gold v. u.
- Neo-Silesia (1849–1850) rosa-blau-weiß m. S.
- Pomerania (1840) weiß-hellblau-dunkelblau m. S.
- Saxonia (1847–1848) grün-gold-schwarz
- Teutonia II (1830–1833) grün-rot-gold

### Brünn
Die Deutsche Technische Hochschule Brünn ging 1849 aus der Ingenieurschule der Universität Olmütz (1715) hervor. Die Hauptstadt der Markgrafschaft Mähren hatte bis 1918 eine rein deutsche Gemeindevertretung. Die DTH-Brünn bestand 1918 nach der Gründung der Tschechoslowakei fort. Sie wurde 1945 nach dem Zweiten Weltkrieg geschlossen.
- Austria (1870–1924, ab 1919 Albia) hellblau-weiß-gold[EN 5]

### Dresden
1815 wurde die Chirurgisch-Medizinische Akademie (Carl Gustav Carus), 1828 die Technische Bildungsanstalt gegründet. 1871 in Königlich-Sächsisches Polytechnikum umbenannt und um nichttechnische Fächer (Volkswirtschaftslehre, Rechtswissenschaften, Philologie) erweitert, entwickelte sich daraus die Technische Universität. Daneben bestand die Tierärztliche Hochschule von 1889 bis 1923. So gab es in Dresden (bis 2009) nur Weinheimer und Rudolstädter Corps.
- Franconia (1899–1934) schwarz-weiß-grün
- Marcomannia (1864–1934) rot-weiß-gold
- Franco-Marcomannia (Fusion, 1934–1935) rot-weiß-grün[A 15]
- Thuringia (1866–1935) weiß-hellblau-schwarz[A 16]
- Albingia (RSC)[A 17]

### Erlangen
Als Volluniversität 1742 von Markgraf Friedrich III. (Brandenburg-Bayreuth) gegründet, fiel die Friedrich-Alexander-Universität nach dem Frieden von Tilsit mit den Gebieten um Ansbach und Bayreuth 1810 an das Königreich Bayern. Trotz weniger Studenten wurde sie nicht geschlossen, weil sie die einzige bayerische Landesuniversität mit einer lutherisch-theologischen Fakultät war. Vom Auszug nach Altdorf am 26. Februar 1822 kehrten die Erlanger Studenten am 5. März 1822 zurück.
- Bavaria I (1821–1824) blau-weiß-gold o. P.[A 18]
- Franconia I (1798–1803) grün-gold-rot[A 19]
- Franconia II (1810–1831) grün-gelb-rosenrot m. G.[A 20]
- Franconia III (1875–1878) grün-weiß-rot m. S.[A 21]
- Guestphalia I (1794–1795) grün-weiß-schwarz, als Uhrband getragen
- Guestphalia II (1798–1809) schwarz-weiß-grün (schwarz-grün-weiß) o. P.
- Marchia (1798–1806) schwarz-orange o. P.[A 22][A 23]
- Rhenania (1821–1824) blau-weiß-rot m. S.[A 24]

Siehe auch
Erlanger Westfalen (1794–1809)
Berliner Gesellschaft (Erlangen)
Erlanger Senioren-Convent
Erlanger Pfarrerstochter

### Frankfurt am Main
Die von Franz Adickes initiierte Stiftungsuniversität wurde am 18. Oktober 1914 eröffnet; da aber gerade der Erste Weltkrieg ausgebrochen war, kam die Johann Wolfgang Goethe-Universität erst 1918 zu eigentlichem Leben. 1920 ersetzte sie neben der Universität zu Köln und der Universität Hamburg die Straßburger Kaiser-Wilhelms-Universität, die nach dem Friedensvertrag von Versailles mit dem Reichsland Elsaß-Lothringen an Frankreich zurückgefallen war.
- Cimbria (1921–1924) schwarz-rot-grün
- Frisia (1919–1935) hellblau-gold-schwarz[A 25]
- Hassia (1949) weiß-rot-weiß[A 26]
- Hasso-Borussia (1922–1935) schwarz-silber-blau
- Moenania (1908–1934) grün-silber-schwarz[A 27]
- Normannia (1922–1927) schwarz-gelb-grün[A 28]
- Saxo-Borussia (1921–ca. 1929) weiß-grün-schwarz–weiß

### Frankfurt a. O.

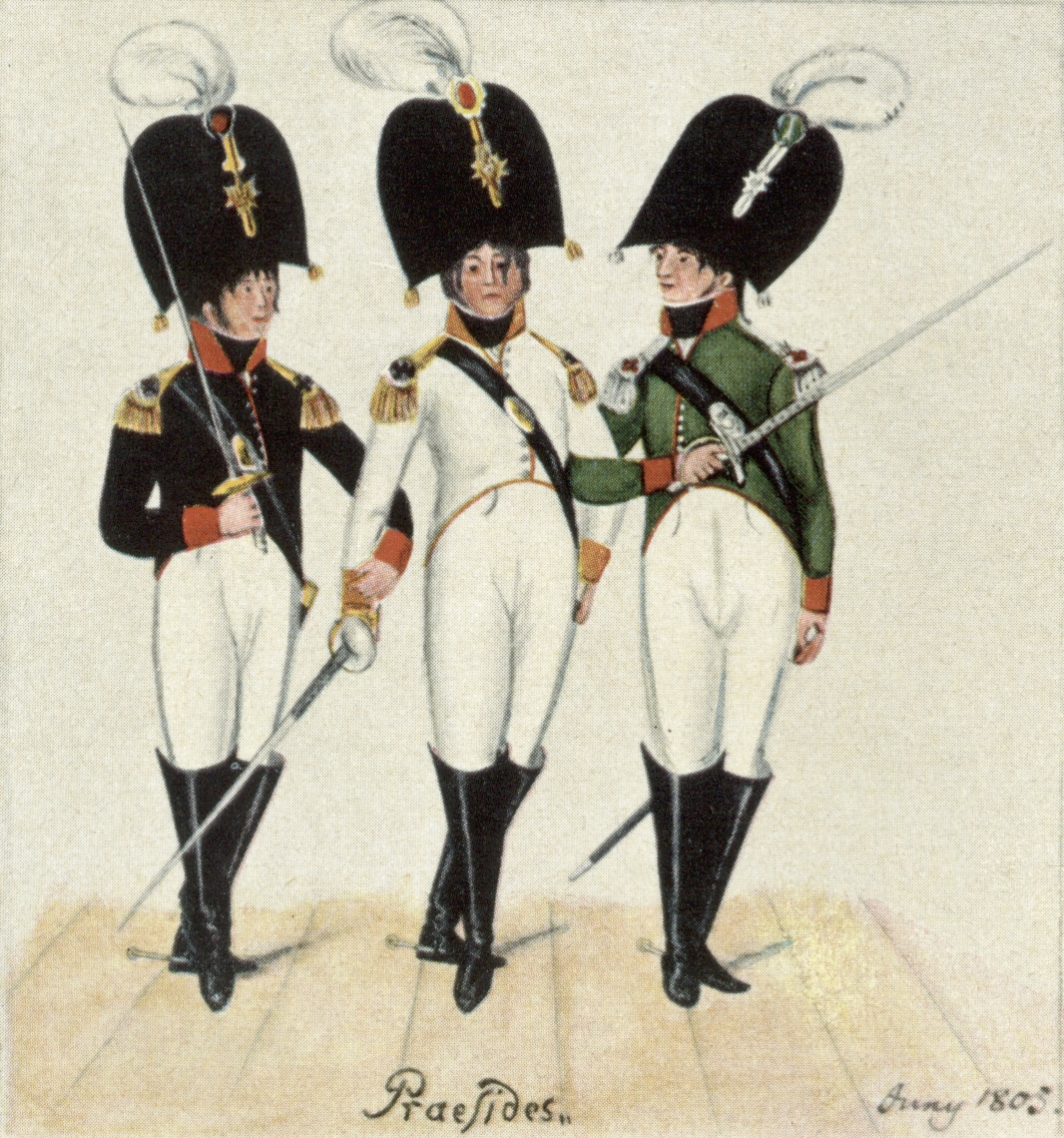
Präsidenten der Frankfurter Kränzchen: Schlesier, Märker und Preuße (1805)

Die Kränzchen entstanden aus dem Frankfurter Urkränzchen vom 3. Juli 1786. Nach dem Frieden von Tilsit verlegte die Krone Preußen die Universität Frankfurt nach Breslau.
- Borussia (1786–1808) schwarz-weiß-schwarz
- Marchia (1786–1811) orange-weiß[A 29]
- Pomerania (1786–1807) blau-gelb (?)
- Silesia (12. April 1787 bis 10. August 1811) schwarz-rosa[A 30]

### Freiburg i. Br.
Die Albert-Ludwigs-Universität Freiburg war nach der Universität Wien die zweite habsburgische Volluniversität. Seit 1620 unter jesuitischem Einfluss, wurde sie von Joseph II. (HRR) grundlegend reformiert. Um im kleinen Großherzogtum Baden neben der evangelischen Ruprecht-Karls-Universität Heidelberg auch eine katholische Universität zu erhalten, festigte Ludwig I. (Baden) die Albert-Ludwigs-Universität. Wenn auch unterdrückt und gescheitert, gingen von ihr im Vormärz wichtige liberale Impulse aus.
- Helvetia I (1815–1832) rot-weiß-grün m. S.[A 31]
- Alemannia (1824–1832) schwarz-rot-blau m. S.
- Helvetia II (1830–1834) grün-rot-gold
- Helvetia III (1838–1844) grün-rot-gold[A 32]

### Genf
Johannes Calvin gründete 1559 die theologische und humanistische Académie de Genève. Mit der Einrichtung einer Medizinischen Fakultät wurde sie 1873 zur Universität Genf.
- Teutonia (1888–1917, Corps seit 1889) moosgrün-gold-schwarz

### Gießen
Ludwig V. (Hessen-Darmstadt) gründete die lutherische Ludoviciana, die Hessische Ludwigs-Universität; denn die benachbarte Philipps-Universität Marburg war mit der Teilung Hessens 1605 calvinistisch geworden. Im 19. Jahrhundert mehrten vor allem Wilhelm Conrad Röntgen und Justus von Liebig den Ruf von Hessens ältester Volluniversität. Am 28. Dezember 1813 gründete die Studentenschaft ein freiwilliges hessisches Jägerkorps, das am 29. März 1814 gegen Napoleon ins Feld zog. Dreimal verließ die Studentenschaft die Stadt: am 4. August 1819 zur Burg Gleiberg und nach Gladenbach, am 28. Mai 1826 wieder zum Gleiberg und am 7. August 1846 nach Staufenberg (Hessen).
- Constantia (1815–1818) schwarz-weiß-rot o. P.[A 33][EN 6]
- Franconia I (1788–1795) rosenrot-meergrün
- Franconia II (1800–1821) schwarz-rot o. P., 1820 schwarz-weiß-rot m. S.[EN 7]
- Franconia III (1866–1867) grün-weiß-rot m. S.[A 34]
- Guestphalia I–VII (1802–1825) grün-weiß-schwarz o. P.[A 35]
- Hassia I schwarz-grün-rot m. G.[A 36]
- Lahnania (1800–1805) hellblau-rot
- Marcomannia I (ca. 1837–1839) hellblau-weiß-gold m. G.[A 37]
- Marcomannia II (1842–1843) grün-weiß-rot m. G.
- Marcomannia III (1849) grün-weiß-rot mit m. G.[A 38]
- Nassovia I (1801–1802) blau-orange o. P.
- Nassovia II (1815–1816) blau-orange o. P.
- Nassovia III (1829–1830) blau-weiß-orange m. S.
- Palatia (1833–1834) dunkelgrün-rot-gold m. G.[A 39]
- Rhenania (1799–1861) blau-weiß-rot m. S. [A 40][EN 8]
- Starkenburgia I (1826–1831) grün-weiß-rot m. S.
- Starkenburgia II (1832–1834), bis 18. Juli 1833 „Teutonia“ rot-weiß-gold m. S.
- Vandalia I (1826–1827) blau-weiß-gold m. G.
- Vandalia II (1830–1831) blau-weiß-gold m. G.

Außerhalb des Gießener Senioren-Convents bestanden nach dem Ersten Weltkrieg folgende Corps im Rudolstädter SC:
- Hubertia (1862–1936) hellgrün-gold-schwarz
- Silvania (1850–1935) rot-grün-gold

### Göttingen
Nachdem Preußen die (katholische) Universität Münster 1818 zugunsten der Universität Bonn aufgegeben hatte, war Göttingen die einzige vollwertige Universität im nordwestlichen Teil Deutschlands. Da das Herzogtum Nassau über keine eigene Universität verfügte, war Göttingen seit 1817 durch einen Staatsvertrag auch Landesuniversität des Herzogtums Nassau geworden und hatte so weitere Aufwertung besonders durch das hessische Bürgertum erfahren. Kiel lag im Herzogtum Holstein außen vor. An Hamburg oder Bremen war noch gar nicht zu denken. So gingen die meisten Landeskinder aus dem Département des Bouches du Weser, aus dem Großherzogtum Oldenburg, dem Fürstentum Verden, dem Königreich Hannover, dem Herzogtum Braunschweig und
Ostfriesland an die Georg-August-Universität. Mehrmals verließ die Studentenschaft im 19. Jahrhundert die Stadt: am 5. Januar 1806 Auszug nach Hannoversch Münden, am 23. Juli 1818 Auszug nach Witzenhausen und 1848 nach Bovenden (wegen Konflikten mit der Polizei).

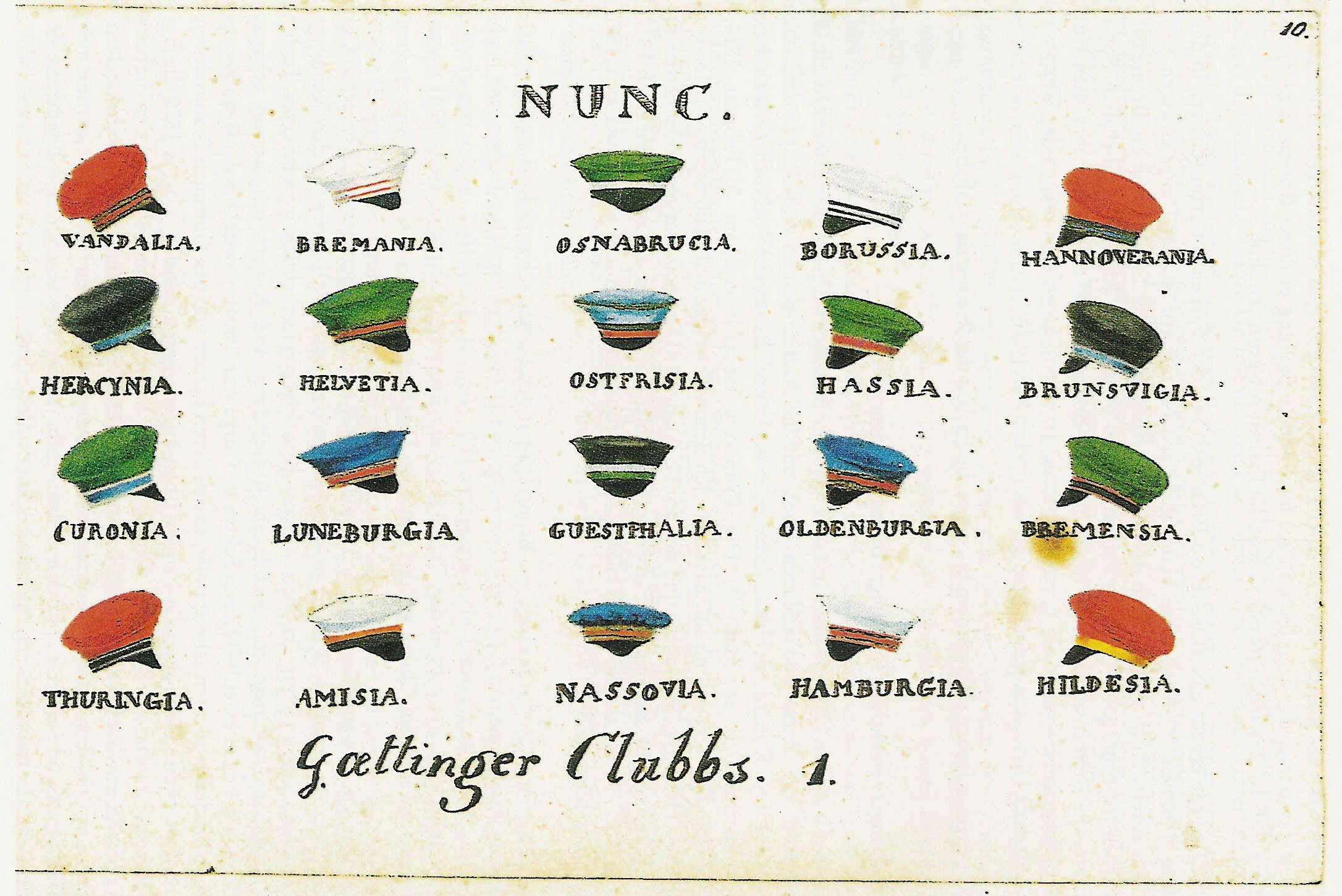
Göttinger Couleurmützen (1827)

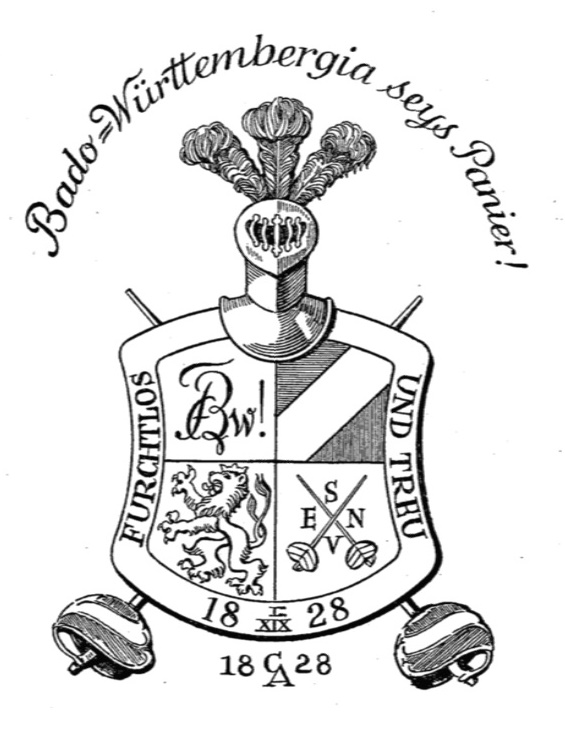
Bado-Württembergia

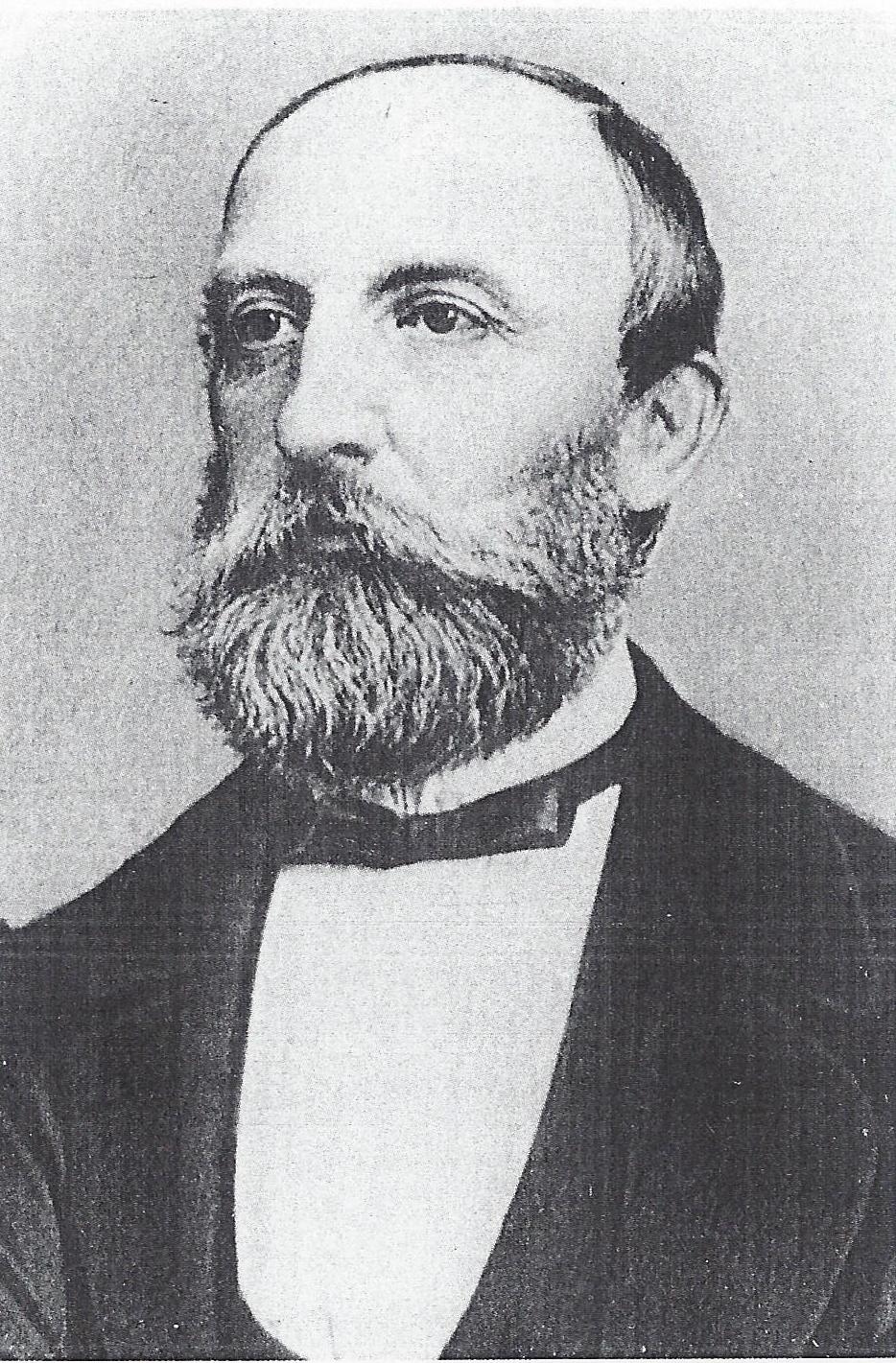
v. Wedemeyer Lunaburgiae

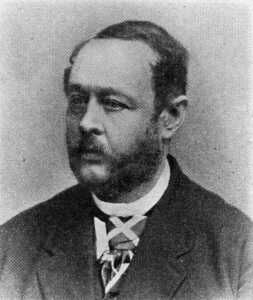
Arthur von Reventlow Vandaliae

- Bado-Württembergia (1825–1830) blau-rot-weiß, ab 1827 blau-weiß-rot, ab 1828 weiß-blau-rot m. S.[EN 9]
- Borussia I (1823–1831) weiß-schwarz, dann schwarz-weiß-schwarz m. S.
- Borusso-Brunsviga (1845–1846) schwarz-blau-gold m. G.
- Bremania (1825–1828) → Hanseatia weiß-rot-weiß m. S.
- Eichsfeldia (1817, 1823) grün-rot-blau
- Frisia I, zeitweilig „Ostfrisia“ → Bremensia Göttingen (1811–1812) schwarz-rot o. P.
- Frisia II (1817–1820) rot-schwarz o. P.
- Frisia III (1821–1826) blau-schwarz-kleinrot-kleingold m. G.
- Frisia IV (1827–1834) blau-rot-schwarz m. S.
- Frisia V (1846–1848) blau-rot-schwarz m. S.[A 41]
- Friso-Luneburgia (1854–1868), 1920 in Köln rot-blau-weiß m. S. → Frisia Göttingen
- Friso-Oldenburgia (1834–1835) hellblau-rot-dunkelblau m. S.
- Guestphalia I (179?/1801–1805) grün-schwarz-weiß m. S.[A 42]
- Guestphalia II (1806–1845) schwarz-grün-weiß m. S., dann grün-weiß-schwarz
- Hansea I/Hammonia/Hamburgia (1825–1826) weiß-rot-weiß mit roter Perkussion
- Hansea II (1878–1882) grün-weiß-rot m. S.
- Hanseatia I/Bremano-Hanseatia (1829–1833) weiß-rot-weiß m. S.
- Hanseatia II (1840/1844–1848) → Hannovera weiß-rot-weiß m. S.[EN 10]
- Hassia (1807–1833) bis 1815 schwarz-grün-rot o. P., 1816–1818 rot-weiß o. P., 1820–1822 als Hasso-Thuringia grün-weiß-rot m. S., zuletzt grün-rot-weiß m. S.[EN 11][A 43]
- Hasso-Nassovia (1845–1847) hellgrün-weiß-blau m. S.
- Helvetia (1824–1829) grün-rot-gelb m. G.
- Hercynia (1827–1829) hellgrün-gold-schwarz m. G., ab 1828 schwarz-blau-gold m. G.
- Hildesia I (1820–1824) gelb-rot m. G.
- Hildesia II (1825–1835) rot-gelb m. G., 1827 rot-gelb-rot m. G., 1828/29 rot-gelb m. G., seit 1830 rot-gelb-rot m. G.
- Holsatia I (1816–1818) rot-weiß o. P., dann rot-weiß-rot m. S.
- Holsatia II (1820–1827) rot-weiß-rot m. S.
- Holsatia III (1827–1831) rot-weiß-rot m. S.
- Holsatia IV (1841–1842) rot-weiß-rot m. S.
- Lunaburgia I (1820–1827) rot-blau-weiß m. S.[A 44]
- Lunaburgia II (1827–1833) blau-weiß-rot m. S., ab 1828 rot-blau-weiß m. S.
- Lunaburgia III (1838–1847) rot-blau-weiß m. S.[A 45]
- Lunaburgia IV (1848, zuvor Frisia V) blau-weiß-rot m. S.
- Nassovia (1826–1845) hellblau-weiß-orange m. S., 1828 orange-blau-weiß m. S., 1829 wieder hellblau-weiß-orange m. S.
- Oldenburgia (1825–1833) blau-rot-gold m. G.[A 46]
- Osnabrugia (1826–1828) grün-weiß-schwarz-weiß (gleich breit) m. S.
- Pomerania (1810–1813) blau-gelb o. P.
- Rhenania I (1802–1804) blau-weiß-rot
- Rhenania II, Vereinigte rheinisch-hannöversche Landsmannschaft (1809–1811) blau-rot-weiß o. P.
- Saxo-Borussia (1850–1851) schmalweiß-grün-schwarz-schmalweiß m. S.
- Teutonia I (1824–1826) himmelblau-karmoisinrot m. G.
- Teutonia II (1854 gestiftet, 1882 „Borussia“, 1914 als Teutonia rekonstituiert) rot-weiß-blau m. S.
- Thuringia (1824–1829) rot-schwarz-weiß m. S., 1827 rot-schwarz-weiß m. S., 1828 rot-schwarz-weiß m. S.
- Vandalia (1806–1837) rot-gold o. P., dann schmalgold-breitrot-schmalgold mit roter Perkussion
- Verdensia (1876–1880) schwarz-weiß-schwarz m. S.[EN 12]

### Graz

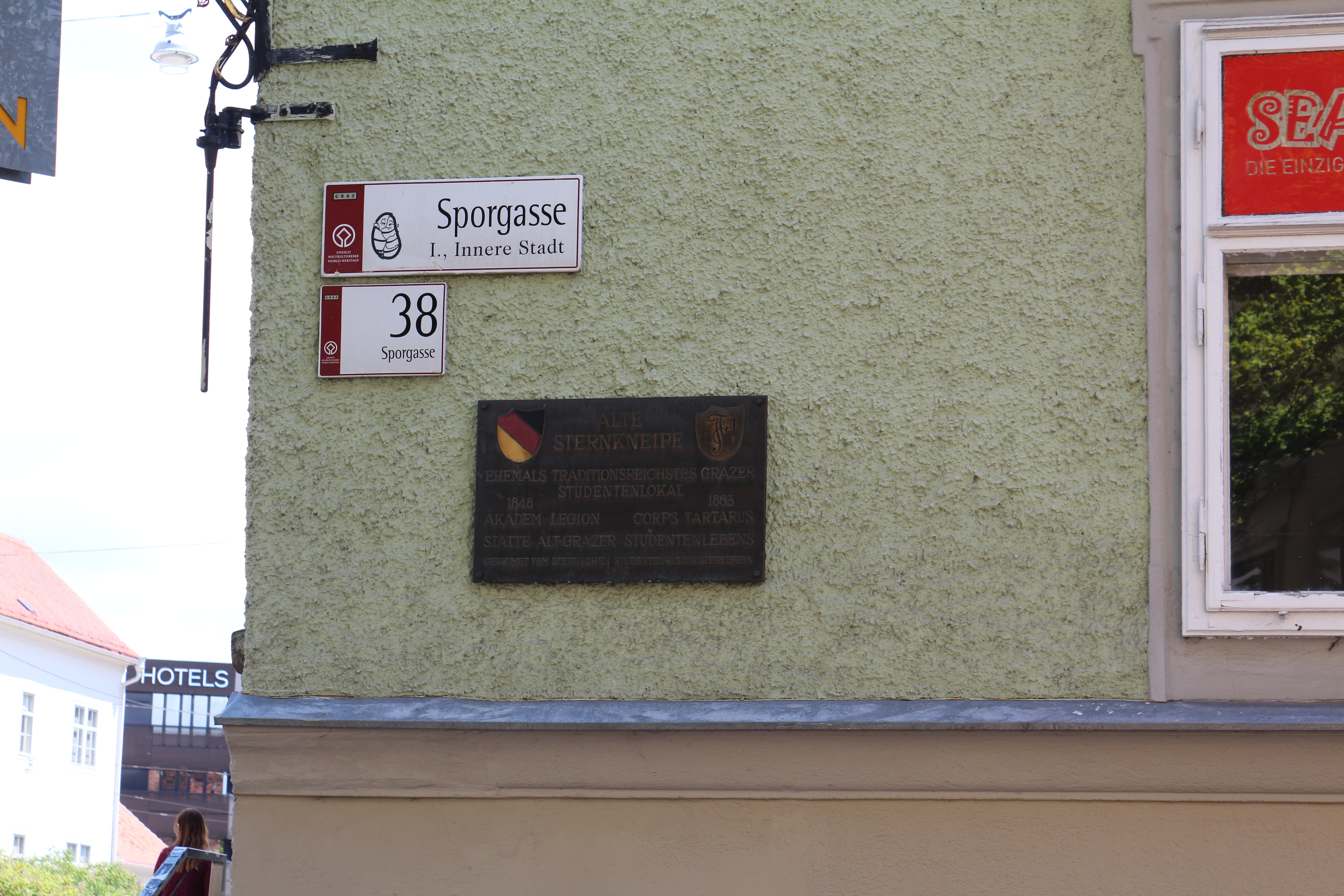
Gedenktafel an die Alte Sternkneipe, das ehemals traditionsreichste Grazer Studentenlokal; Corps Tartarus (2018)

Die 1585 von Erzherzog Karl II. (Innerösterreich) gegründete Jesuitenuniversität wurde 1773 verstaatlicht. Rechtswissenschaft und Medizin kamen Ende des 18. Jahrhunderts hinzu. Franz II. (HRR) restituierte 1827 die Hochschule, die seither Karl-Franzens-Universität heißt. Nach den Vorschlägen Wilhelm von Humboldts wurden 1848 die Akademische Freiheit und die weitgehende Autonomie der Hochschule eingeführt. Daneben bestand seit 1811 die technische Erzherzog-Johann-Universität. Die ersten Grazer Corps kamen erst nach dem Ersten Weltkrieg in den KSCV.
- Tartarus (1861–1864) weiß-schwarz-grün[A 47]
- Walhalla (1861–1864) weiß-grün-gold
- Gothia I (1861–1866) karmesinrot-schwarz-weiß ohne Perkussion
- Honoria (1863–1864) weiß-rot-schwarz
- Franconia (1864–1866) weiß-schwarz-blau
- Norica (1868–1886) schwarz-blau-silber[A 48]
- Gothia II (1873–1882) schwarz-weiß-rot auf silber[A 49]

### Greifswald
Als Schwedisch-Pommern 1815 an Preußen kam, wurde die pommersche Landesuniversität nach Königsberg, Halle, Berlin und Breslau die fünfte und zugleich älteste preußische Universität. In Medizin, Theologie und Philologie kam sie zu hohem Ansehen.
- Baltia (1878–1889), 1873 als Landsmannschaft Saxo-Rhenania gegründet rot-silber-hellblau m. S.
- Borussia (1832–1834) schwarz-rosa-weiß m. S.[A 50]
- Guestphalia (1837–1850) grün-weiß-schwarz m. S.
- Marchia (1832–1834) orange-weiß-gold m. G.
- Neu-Pomerania (1816–1817), auch „Nova Pomerania“ und „Rugia“ blau-weiß-gelb[A 50]
- Saxonia (1850–1851) dunkelblau-weiß-hellblau m. S.[A 50]
- Silesia (1838–1847) hellblau-weiß (silber)-rot m. S.
- Sueco-Pomerania (1813–1815) hellblau-weiß-gelb o. P.[A 51]

### Halle
Die 1694 gestiftete Friedrichs-Universität Halle war die zweite Universität Preußens. Als Hochburg von Pietismus und Aufklärung wurde sie bald zur bedeutendsten ganz Deutschlands. Von Napoleon Bonaparte am 19. Oktober 1806 aufgehoben, wurde sie am 15. November 1813 wiedereröffnet und 1817 mit der Wittenberger Leucorea vereinigt. Am 31. März 1796 wurden die Kränzchen durch einen Dekanatsbeschluss aufgelöst. Die sächsischen SC von Jena, Leipzig und Halle vereinbarten am 4. März 1821 einen Allgemeinen Senioren-Convent. Als Vorläufer des KSCV trat der ASC bis 1842 (seit 1838 ohne Halle) geheim an wechselnden Orten zusammen.

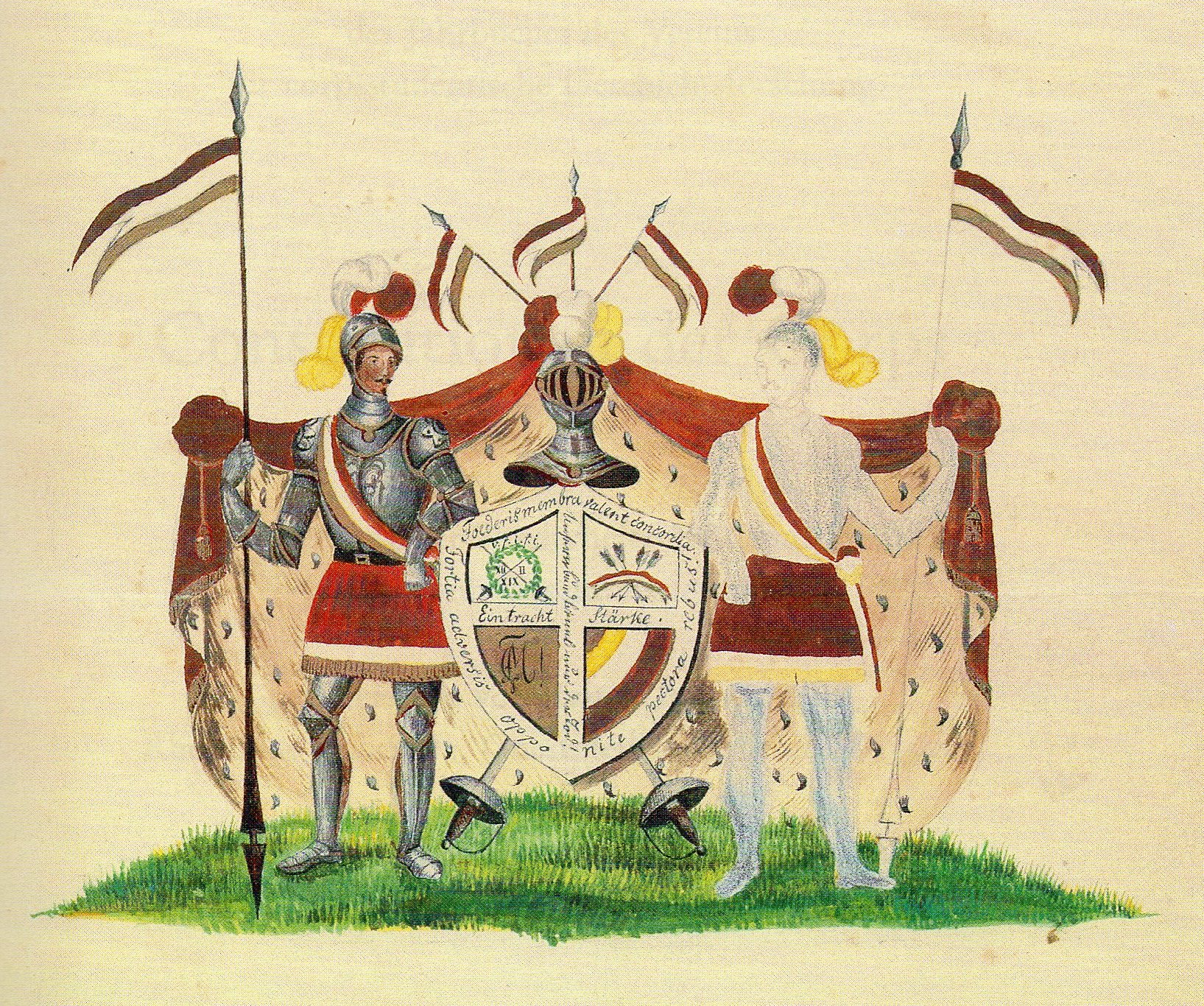
Marchia II

- Askano-Thuringia (1828–1830?) grün-rot-weiß m. S.[A 52]
- Borussia I (1811–1813) schwarz-weiß o. P.
- Borussia II (1833–1835) schwarz-weiß-schwarz m. S.
- Cheruscia (1848–1850) schwarz-weiß-blau[A 53]
- Franconia (1849–1850) grün-weiß-rot m. S.[A 54]
- Halberstadtensia (1795–1802), mit Magdeburgia → Saxonia rot-weiß o. P.
- Magdeburgia (1792–1802) mit Halberstadtensia → Saxonia grün-rot o. P.
- Marchia I (1799–1810) orange-weiß o. P., orange-weiß-gold o. P.
- Marchia II (1819–1835) orange-weiß-gelb o. P.
- Marchia III (1838–1866) orange-weiß-gelb m. G.
- Neoborussia (1849–1935) purpur-schwarz-weiß-schwarz v. u.
- Neo-Marchia (1820) → Thuringia I rot-weiß-dunkelgrün/dunkelgrün-rot-weiß m. G.
- Pomerania I (1791–1813) himmelblau-weiß o. P.
- Pomerania II (1819–1834) himmelblau-weiß o. P., seit 1830 blau–weiß–blau m. S.
- Pomerania III (1843–1851) hellblau-weiß-hellrot m. S.
- Pomerania IV (1877–1879), 1865 als Verein gegründet hellblau-weiß-schwarz m. S.
- Rhenania (1827–1828) blau-weiß-rot m. S.
- Salingia (1877–1882), 1845 als Progressverbindung gegründet; Tradition 1931 zu Neoborussia schwarz-rot-weiß v. u., m. S.
- Saxonia (1802–1896) grün-rot-weiß o. P., 1820 dunkelblau-weiß-hellblau m. S.[EN 13]
- Silesia (1791–1806?) weiß-blau o. P.
- Sileso-Borussia (1823–1827) → Thuringia II[EN 14]
- Teutonia I (1814–1817) schwarz-weiß o. P.[A 55]
- Teutonia II (1853–1935) blau-weiß-rot[A 56]
- Thuringia I (aus Neo-Marchia, 1820–1825?) dunkelgrün-dunkelrot-weiß m. S.
- Thuringia II (aus Sileso-Borussia, 1827–1833) hellgrün-rot-weiß m. S.
- Thuringia III (1844–1851, Rekonstitution 1855) rot-weiß-schwarz v. u., m. S.
- Thuringo-Guestphalia (1835/36)

### Hannoversch Münden
Die 1868 gegründete Königlich Preußische Forstakademie Hannoversch Münden wurde 1922 Forstliche Hochschule. Im Mai 1939 wurde sie als Forstliche Fakultät der Georg-August-Universität angegliedert und zum Wintersemester 1970/71 nach Göttingen verlegt.
- Cheruscia (1929–1930) schwarz-grün-rot
- Saxonia (1907/1930–1935) rot-weiß-grün

### Heidelberg
Die älteste Volluniversität in den heutigen Grenzen Deutschlands wurde 1386 von Kurfürst Ruprecht von der Pfalz gegründet. 1556 in eine evangelische Landeshochschule umgewandelt, kam sie in der Gegenreformation immer mehr unter jesuitischen Einfluss. 1802 an das Großherzogtum Baden gefallen, wurde sie von Karl Friedrich (Baden) verstaatlicht. Unter dem Eindruck des Neuhumanismus wurde die Ruprecht-Karls-Universität im 19. Jahrhundert zu einer europäischen Hochburg der Rechts- und Geschichtswissenschaften. Trotz großer Namen erhielten die Naturwissenschaften erst 1890 eine eigenständige (die fünfte) Fakultät. Die Studentenschaft zog dreimal aus: am 13. Juli 1804 nach Neuenheim, am 14. August 1828 nach Frankenthal (Pfalz) und am 17. Juli 1848 nach Neustadt a. H. Wegen der „Ladenburger Exzesse“ wurde der Heidelberger Senioren-Convent am 16. Juli 1856 suspendiert.

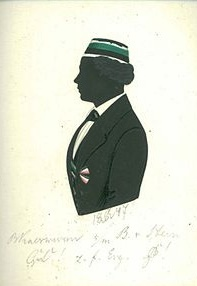
Bernhard Kaeswurm

- Alemannia (1828–1831) schwarz-blau-weiß, seit 1829 schwarz-weiß-blau m. S.[A 57]
- Curonia (1805–1820) grün-blau-weiß m. S.[A 58]
- Franco-Badenia (1803–1805) ?
- Hannovera (1810–1812) blau-rot o. P.[EN 16][EN 17]
- Hanseatia (1828–1841) weiß-rot-weiß m. S.
- Hassia I (1818–1825) schwarz-grün-rot o. P., seit 1821 rot-weiß-rot
- Hassia II (1829–1836) dunkelgrün-weiß-rot m. S.
- Helvetia I (1811–1817) grün-rot-gold o. P.
- Helvetia II (1824–1828) grün-rot-gold m. G.
- Helvetia III (1831–1847) grün-rot-gold m. G.
- Helvetia IV (1859–1862) rot-weiß-schmalrot m. S.
- Holsatia I (1811–1818) rot-weiß o. P.
- Holsatia II (1818–1825) rot-weiß-rot m. S.
- Livonia (1806) rot-grün-weiß o. P.[A 59]
- Nassovia I (1812–1818) violenblau-orange o. P.[A 60]
- Nassovia II (1838–1849) blau-weiß-orange m. G.
- Palatia I (1805)[A 61]
- Palatia II (1831–1832) grün-weiß-blau m. S.
- Palatia III (1842–1844) grün-weiß-blau m. S.
- Rhenania I (1802–1805) blau-weiß-rot m. G.
- Rhenania II, Oberrheiner (1806–1816) blau-weiß-rot m. G.[A 62]
- Rhenania II, Niederrheiner (1806–1810) blau-weiß-rot m. G.[A 63]
- Rhenania III (1820–1833) blau-weiß-rot m. G.
- Rhenania IV (1836–1842) blau-weiß-rot m. G.
- Saxonia (1812–1813) dunkelblau-hellblau-weiß o. P.
- Suevia I (1805–1808) schwarz-gelb-weiß v. u.
- Vandalia I (1806–1807) blutigrot-gold o. P.
- Vandalia II (1810–1813) blutigrot-gold o. P.
- Vandalia III (1836) blau-rot-gold m. G.[A 64]

### Innsbruck
Die Universität Innsbruck (1669) wurde 1826 von Kaiser Franz I. als (heute zweitgrößte) Volluniversität Österreichs wiedergegründet.
- Teutonia II (1848–1862) rot-gold-schwarz
- Chinesia (1858–1863) rot-weiß-rot[EN 18]

### Jena
Die 1558 gegründete Universität Jena wurde im 19. Jahrhundert unter Kuratel der Ernestinischen Herzogtümer gestellt. Gleichwohl gab die Großherzoglich Sächsische Gesamtuniversität wichtige Anstöße für Demokratie und Akademische Freiheit. Dreimal verließ die Studentenschaft die Stadt, am 19. Juli 1792 nach Nohra, am 2. Dezember 1822 nach Kahla und am 15. Juli 1830 nach Blankenhain. Die sächsischen SC von Jena, Leipzig und Halle vereinbarten am 4. März 1821 einen Allgemeinen Senioren-Convent. Als Vorläufer des KSCV trat der ASC bis 1842 (seit 1838 ohne Halle) geheim an wechselnden Orten zusammen.
- Alemannia (1851–1853) schwarz-blau-gold v. u., m. G.[A 65]
- Altenburgia I (1792–1800) rot-gelb v. u., o. P.[A 66]
- Altenburgia II (1805–1808)[A 67]
- Altenburgia III (1810–1811) dunkelblau-hellblau-weiß v. u., o. P.[A 66]
- Curonia I (um 1800–1805) grün-blau-weiß v. u., o. P.
- Curonia II (1810–1811) grün-blau-weiß v. u., o. P.[A 68]
- Curonia III (1815) grün-blau-weiß v. u., o. P.[A 69]
- Estho-Livonia (1802–1804) rot-grün-weiß v. u., o. P.[A 70]
- Franconia I (vor 1800–1806) grün-rot v. u., o. P.
- Franconia II (1807–1815) grün-rot-gelb und grün-rot-gold v. u., o. P.[A 71]
- Gothania (1805–1808) schwarz-blau v. u., o. P.[A 72]
- Guestphalia I (lange vor 1800–1806) schwarz-grün-weiß v. u., o. P.
- Guestphalia II (1808–1813) schwarz-grün-weiß v. u., o. P.
- Holsatia/Hanseatia (vor 1800–1805) rot-weiß v. u., o. P.
- Pomerania (1800–1806) blau-weiß v. u., o. P.
- Rhenania I (1795–1806)
- Rhenania II (1826–1827) dunkelrot-lichtrot-weiß v. u., m. S.
- Saxonia I (1805–1815) dunkelblau-hellblau-weiß v. u., o. P.[A 73]
- Teutonia (1825–1830) schwarz-grün-rot-gold v. u., m. G.[A 74]
- Thuringia (1805–1815) schwarz-rot-weiß v. u.[A 75]
- Vandalia I (1811–1815) rot-gold v. u., o. P.[A 76]
- Vandalia II (1829–1833) blau-rot-gold v. u., m. G.[A 77]

### Karlsruhe
- Palatia, 1840, rot-weiß-gold mit roten Mützen
- Nassovia, 1842, blau-weiß-orange mit weißen Mützen
- Rhenania, 1844
- Vandalia, 1846
- Borussia 1857 bis 1858

### Kiel
Die Christian-Albrechts-Universität war um 1800 die nördlichste deutsche und die südlichste dänische Universität; denn der König von Dänemark war in Personalunion auch Herzog von Holstein. Zwischen 1815 und 1848 war die Kieler Universität ein Zentrum der Urburschenschaft und des Liberalismus. Als das Herzogtum Schleswig und das Herzogtum Holstein 1866 zur preußischen Provinz Schleswig-Holstein wurden, verlor die Universität manche Privilegien, profitierte aber mit Kiel vom allgemeinen Aufschwung.
- Franconia (1831–1836) blau-rot-gold m. G.[A 78]
- Slesvicia (1829–1833) blau-weiß-gelb m. G. → Holsatia
- Slesvico-Holsatia (1833–1848) rot-weiß-hellblau[A 79]

### Königsberg i. Pr.

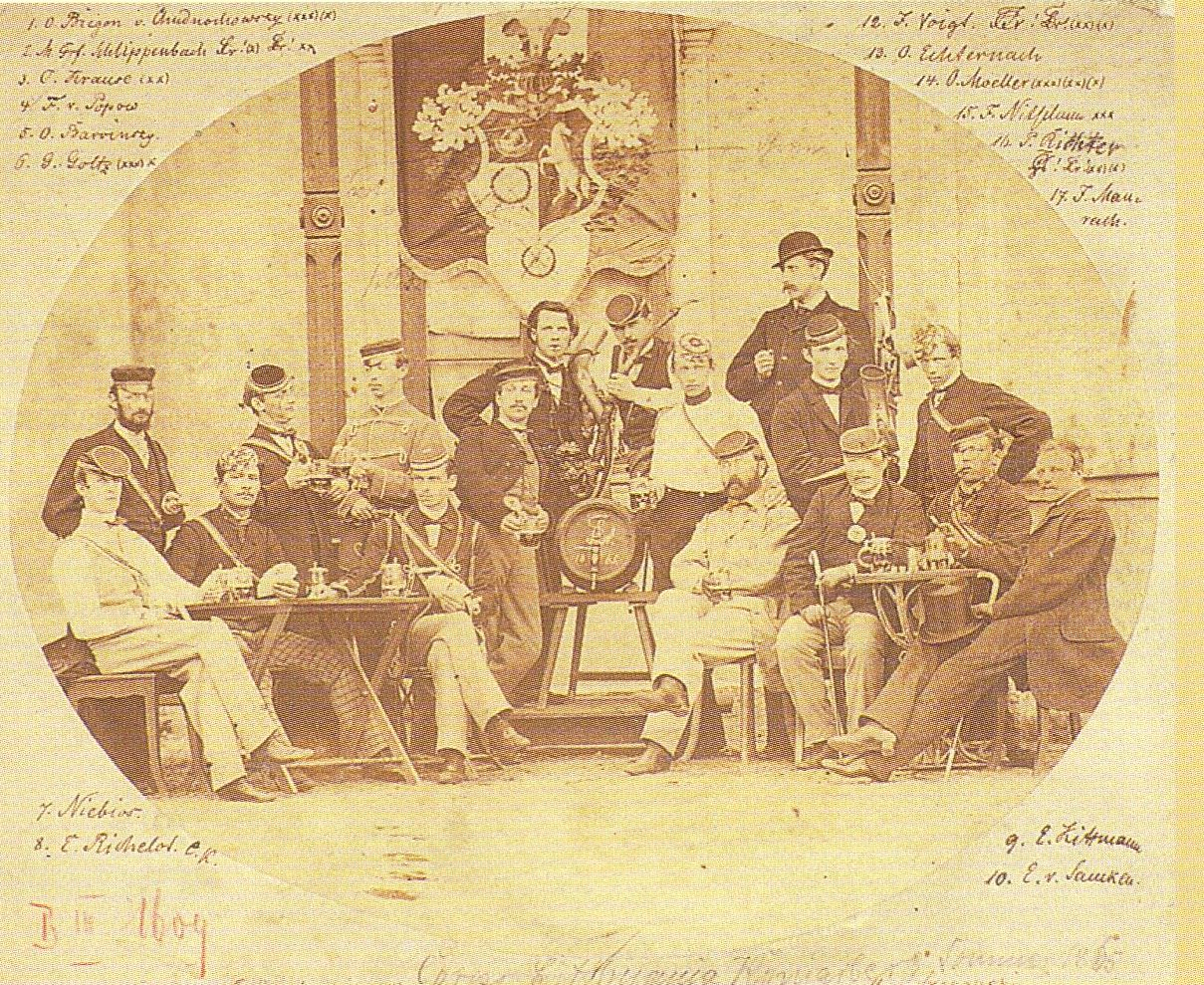
Silber-Litthauer (1865)

Die Albertus-Universität Königsberg war Preußens älteste Universität (1544) und eine Hochburg des Luthertums. Seit dem Königsberger Jahrhundert strahlte sie als Leuchte der Aufklärung in das Baltikum und nach Russland.
- Baltia (1851–1934) weiß-blau-schwarz-weiß m. S.
- Silber-Litthuania (1848–1866) grün-silber-rot m. S.
- Hansea (1876–1936) rot-weiß-gold m. G.
- Littuania (1894–1936) grün-weiß-rot m. S.

### Lausanne
Seit 1886 wurden an der Universität Lausanne deutschsprachige Vorlesungen zum Römischen Recht gehalten. 1897 wurde ein Lehrstuhl für Deutsches Recht eingerichtet. Seit 1895 wurden Ferienkurse für nicht-französischsprachige Studenten angeboten.
- Alpigenia (1910–1915) schwarz-weiß-gold
- Hansea (1887–1892) schwarz-weiß-rot[EN 19]

### Leipzig
Getrieben vom deutsch-böhmischen Nationalitätenkonflikt an der Prager Karls-Universität, zogen 1409 tausend Professoren und Studenten nach Leipzig. Die Stadt, der König von Sachsen und der Markgraf von Meißen stifteten Gebäude und Geld für die Alma mater lipsiensis. Im 19. Jahrhundert wurde die Universität Leipzig eine Hochburg der Philologie. Die sächsischen SC von Jena, Leipzig und Halle vereinbarten am 4. März 1821 einen Allgemeinen Senioren-Convent. Als Vorläufer des KSCV trat der ASC bis 1842 (seit 1838 ohne Halle) geheim an wechselnden Orten zusammen. Am 9. Juli 1860 zog die Studentenschaft für drei Tage nach Gohlis, Möckern und Wahren aus.

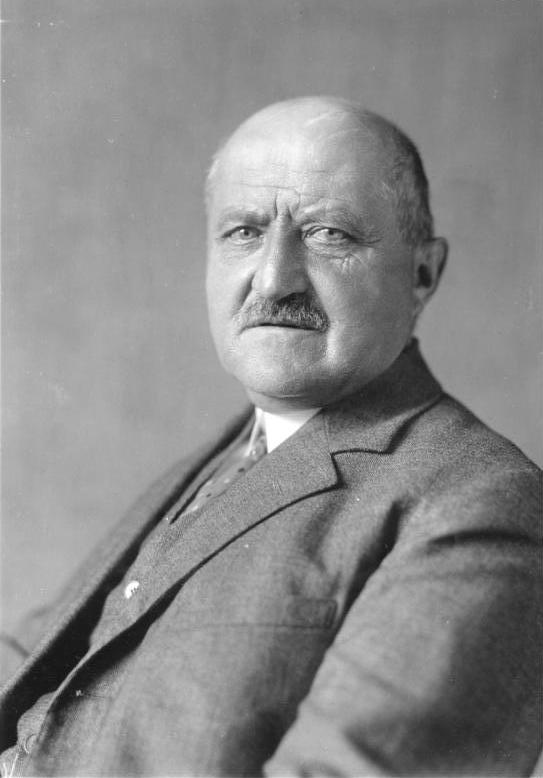
Reichskanzler Michaelis Plaviae

- Ascania (1839–1841) grün-weiß-schwarz m. S.
- Austria (1806–1810)[A 81]
- Curonia (1803–1804/05) grün-blau-weiß o. P.
- Franconia (1811–1817) grün-rot-gold o. P.[A 82]
- Guestphalia I (1847) grün-weiß-schwarz
- Guestphalia II (1849–1904) grün-weiß-schwarz m. S.
- Marcomannia I (1829–1831) → Montania schwarz-blau-gold m. G.[A 83]
- Marcomannia II (1841) gold-rot-weiß[A 83]
- Misnia I (1802–1810) blau-rot-weiß o. P.
- Misnia II (1822–1824) grün-rot-gold m. G.
- Misnia III (1837–1893) grün-weiß-rot m. G.[A 82]
- Montania I (1802–1820) rot-schwarz-gold o. P.[A 84]
- Montania II (aus Marcomannia I, 1831–1834) schwarz-blau-gold m. G.
- Montania III (1839–1840) schwarz-blau-gold m. G.
- Neoborussia (1822–1832) grün-schwarz-weiß m. S.
- Plavia (1877–1878) blau-weiß-rot m. S.[A 85]

### Lemberg
An der 1867 polonisierten k.k. Franzens-Universität bestanden zwei Corps. In der Zweiten Polnischen Republik lebten sie als polnische Verbindungen wieder auf.
- Leopolia (1893–1918) hellgrün-dunkelrot-hellblau auf oben weiß-gold, unten gold-weiß; hellgrüne Mütze [A 86][EN 22]
- Cascognia (1913/14)[A 87][EN 23]

### Leoben
Die Montanuniversität Leoben wurde 1849 gegründet. Sie erhielt 1906 das Promotionsrecht und war den Technischen Hochschulen gleichgestellt.
- Montania I (1862–1866) schwarz-grün-weiß (Abspaltung von Schacht)
- Tauriscia (1862–1866) blau-gold-rot (fusioniert mit Schacht)

### Marburg

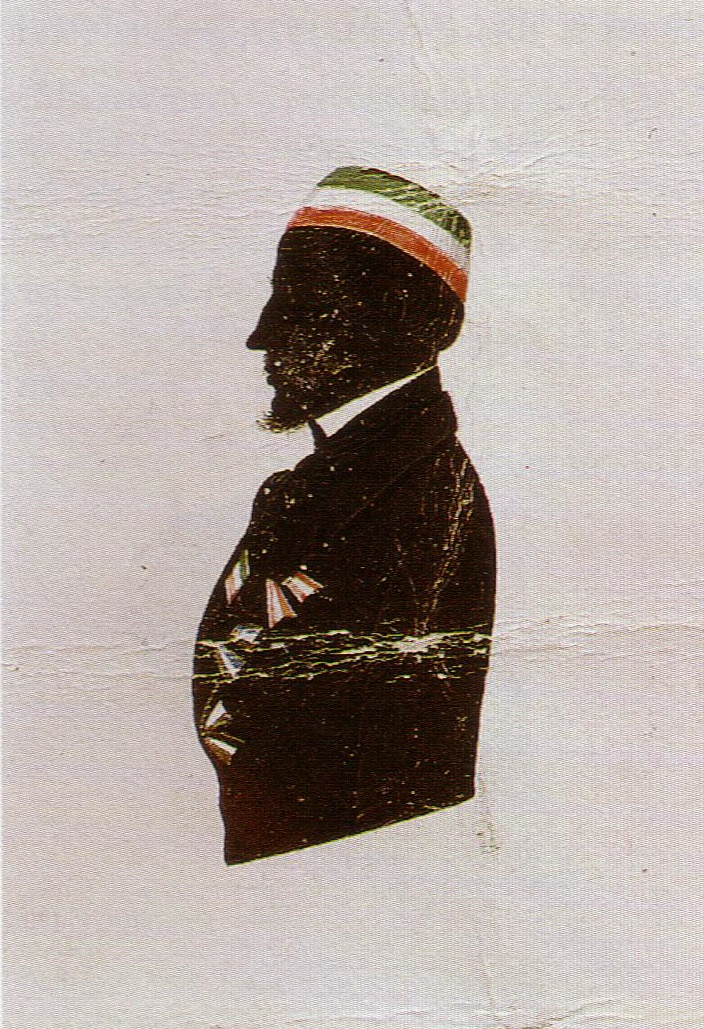
Emmerich Berner (1843)

Entwicklung des SC zu Marburg

Die Philipps-Universität Marburg wurde 1527 (17 Jahre vor der Albertus-Universität) von Landgraf Philipp I. als erste protestantische Hochschule gegründet. Mit dem Landgrafen Moritz wurde sie calvinistisch. Konfessionell ausgerichtet blieb sie bis 1866. Mit der preußischen Annexion Hessens wurde sie Königlich Preußische Universität.
Am 3. November 1817 verließ die Studentenschaft die Stadt und zog für kurze Zeit nach Gisselberg und Kassel. Die Allgemeine Burschenschaft konstituierte sich am 13. Januar 1818. Die Corps gehörten ihr als Kränzchen an.
- Alemannia (1831–1832) grün-rot-gold
- Alemannia (1841) schwarz-weiß-gold m. G.[A 89]
- Buchonia (1844) blau-weiß-rot m. S.
- Guestphalia I (1807–1834) grün-schwarz-weiß o. P., ab 1810 schwarz-grün-weiß o. P., bis 1819 grün-weiß-schwarz o. P.
- Guestphalia III (1880–1895) grün-weiß-schwarz v. u., m. S. [A 90]
- Hanovia (1823–1832) blau-weiß-grün m. S.[A 91]
- Hassia (1807–1846) schwarz-grün-rot m. G., seit 1822 grün-weiß-rot m. S. [A 92]
- Lahnania I (1800–1806) hellblau-rot o. P.
- Lahnania II (1826–1828) blau-weiß-rot m. S.[A 93]
- Marcomannia I (1832/33) weiß-rot-gold m. G.
- Markomannia II (1838) rot-weiß-gold m. G.[A 94]
- Markomannia III (1843) orange-weiß-rot m. S.[A 95]
- Rhenania I (1799–1818) grün-weiß-rot o. P., nach den Freiheitskriegen grün-rot-weiß o. P., seit 1820 blau-weiß-rot m. S.
- Rhenania II (1823–1823) blau-weiß-rot m. S.
- Rhenania III (1838) blau-weiß-rot
- Rhenania IV (1847–1848) blau-weiß-rot
- Schaumburgia (1831–1834) blau-rot-schwarz m. roter P.[EN 25]
- Vandalia I (1831–1833) blau-weiß-gold m. G.[A 96]
- Vandalia II (1855–1860) dunkelrot-weiß-dunkelgrün m. S.

### München
1472 von Ludwig IX. (Bayern) als erste Volluniversität des Herzogtums Bayern in Ingolstadt gegründet, kam die Hochschule bis 1773 unter bestimmenden Einfluss der Jesuiten. Maximilian I. Joseph (Bayern) modernisierte und verstaatlichte die Hochschule, die 1800 nach Landshut und 1826 nach München verlegt wurde. Seit 1802 heißt sie Ludwig-Maximilians-Universität. Die Polytechnische Schule wurde 1868 von Ludwig II. (Bayern) gegründet und hieß seit 1877 Königlich Bayerische Technische Hochschule, aus der die Technische Universität München hervorging.
- Alemannia I (1827) weiß-grün-schwarz m. S. → Rhenania
- Alemannia II (1845–1846) blau-gold-schwarz m. G.[A 97]
- Helvetia (1827–1831) grün-rot-gold m. G.
- Arminia I (aus Burschenschaft, 1827) königsblau-weiß-scharlachrot (nach Winkel rot-gold-schwarz m. G.)
- Rhenania (1827–1828) blau-weiß-rot m. G.

### Ofen (Buda)
Kardinal Pázmány gründete 1635 die ungarische Universität für Theologie und Rechtswissenschaften in Nagyszombat. Die Medizinische Fakultät wurde 1769 von Maria Theresia eingerichtet und 1777 nach Buda, wenig später nach Pest verlegt. 1848 wurde die heutige Semmelweis-Universität verstaatlicht. Außer ihr waren (im 19. Jahrhundert) die Technische und Wirtschaftswissenschaftliche Universität Budapest und die Eötvös-Loránd-Universität die wichtigsten Hochschulen in Ungarns Hauptstadt.
- Franconia (1867–1933) rot-weiß-gold[A 98]

### Prag
Die 1348 von Karl IV. (HRR) gegründete Karls-Universität Prag war neben der Universität Neapel Federico II, der Universität Bologna und der Universität Florenz die älteste Universität im Heiligen Römischen Reich. 1654 vereinigte Kaiser Ferdinand III. das katholische Clementinum mit der Karls-Universität. Seit 1784 nur deutschsprachig, wurde sie auf Drängen der Deutschen 1882 von Kaiser Franz Joseph I. in eine tschechische und eine deutsche Universität geteilt. Unter Verzicht auf den Namen des Habsburgischen Kaisers wurde die tschechische 1920 zur alleinigen Rechtsnachfolgerin der Karls-Universität erklärt. Die deutsche hielt am Namen Karl-Ferdinands-Universität fest. Die Technische Hochschule ging 1806 aus der 1718 gegründeten Ingenieurschule hervor und war die älteste deutsche TH.
- Rugia (1859–1867) schwarz-weiß-rot
- Albia (1860–1938) blau-weiß-gold[A 99]
- Teutonia III (1861–1869) blau-gold-schwarz
- Moldavia II (1863–1864) schwarz-weiß-grün
- Constantia (1868–1938) violett-weiß-schwarz[A 100]
- Suevia II (1868–1938) grün-weiß-gold
- Moldavia III (1875–1878, Corps seit 1876) violett-weiß-gold
- Cheruscia (1876–1882, Corps seit 1877) schwarz-gold-grün
- Palaio-Austria (1889–1897) schwarz-gelb-weiß[EN 26]
- Gothia II (1890–1898, Corps seit 1894) schwarz-weiß-gold

### Pressburg
Die St.-Elisabeth-Universität Pressburg ist ein Vorläufer der Comenius-Universität Bratislava und besteht als Medizinische Akademie noch heute. An ihr war eine deutschsprachige Verbindung beheimatet. Die Hungaria wurde von der Wiener Franconia 2 am 15. November 1906 zu ihrer Unterstützung gegründet. Sie war von 1907 bis zum 22. März 1911 suspendiert und verschmolz 1925 mit Franconia.
- Hungaria (1906–1919) rot-gold-grün; weiße Mütze mit rot-gold-grünem Streifen

### Rostock

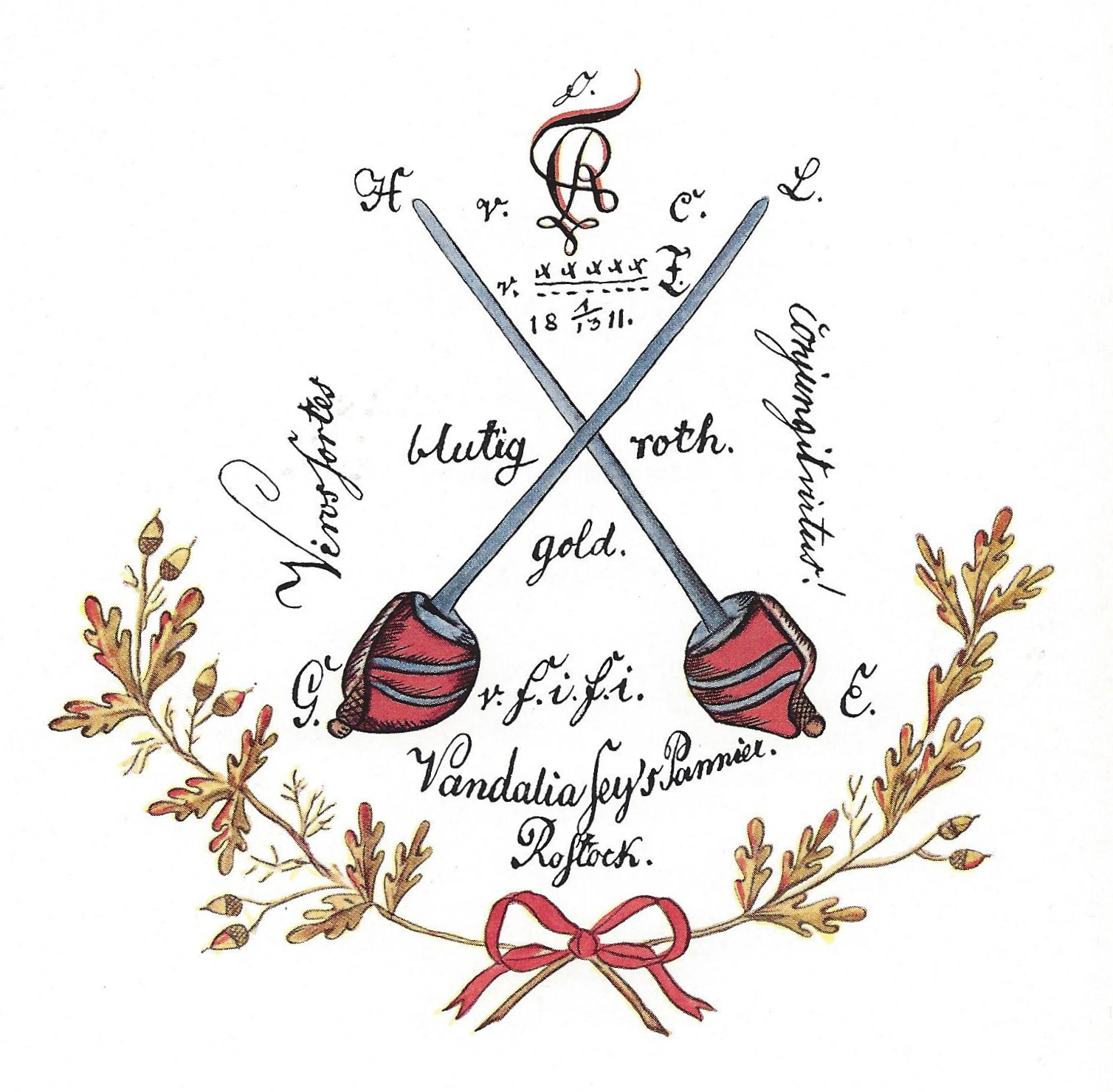
Rostochia

Die Universität Rostock wurde 1419 von Mecklenburgs Herzögen Johann IV. und Albrecht V. und dem Rat der Hansestadt Rostock gegründet. Sie war die erste Universität in Norddeutschland und wurde 1433 Volluniversität. 1827  kam sie an das Großherzogtum Mecklenburg-Schwerin. Das 1858 gegründete Deutsch-Philologische Seminar war das erste Institut für Germanistik in Deutschland.
- Borussia (1882–1886) schwarz-weiß-schwarz m. S.[A 101]
- Guestphalia (1844–1845) grün-weiß-schwarz
- Hanseatia (1837–1849) weiß-rot-weiß m. S.
- Obotritia I (1840–1844) weiß-blau-weiß m. S.
- Obotritia II (1855–1857) weiß-blau-gold m. G.
- Pomerania (1834–1836) hellblau-silber-hellblau m. S.
- Rostochia (1812–1818) rot-gold o. P.[EN 29]
- Saxonia I (1808–1811) dunkelblau-hellblau-weiß o. P.[EN 29]
- Saxonia II ex Hansea (1882–1883) blau-weiß-rot v. u., m. S.[A 102]
- Vandalia I (1808–1812) blutrot-gold o. P.[EN 29]
- Vandalia II (1822) blau-rot m. G.

### Tharandt
Die Forstliche Hochschule Tharandt wurde 1811 gegründet. Seit 1904 mit dem Habilitationsrecht ausgestattet, wurde sie 1929 der Technischen Hochschule Dresden angegliedert.
- Silvania I (1846–1851) dunkelgrün-rot-weiß
- Guestfalia (1848/49–1856/57?) schwarz-weiß-grün
- Corcordia (um 1848) Farben unbekannt
- Hubertia (1869–1932) schwarz-gold-grün
- Hercynia (1932–1935) grün-weiß-schwarz (hervorgegangen aus der Fusion von Hubertia und Saxonia)
- Saxonia (1874–1932) grün-weiß-rot

### Tübingen
An der 1477 gegründeten Eberhard Karls Universität Tübingen wurde 1805 das erste Universitätsklinikum eingerichtet. Zu den vier klassischen Gründungsfakultäten kamen 1817 eine katholisch-theologische und eine staatswirtschaftliche Fakultät. 1863 erhielt die Universität die in Deutschland erste eigenständige naturwissenschaftliche Fakultät.

„Die Universität Tübingen war schon lange vor Gründung des Deutschen Reichs, ja ich darf wohl sagen, von ihrer Stiftung an, ein Bindeglied für alle Stämme des deutschen Volkes.“

- Alemannia I (1820–1822) blau-rot

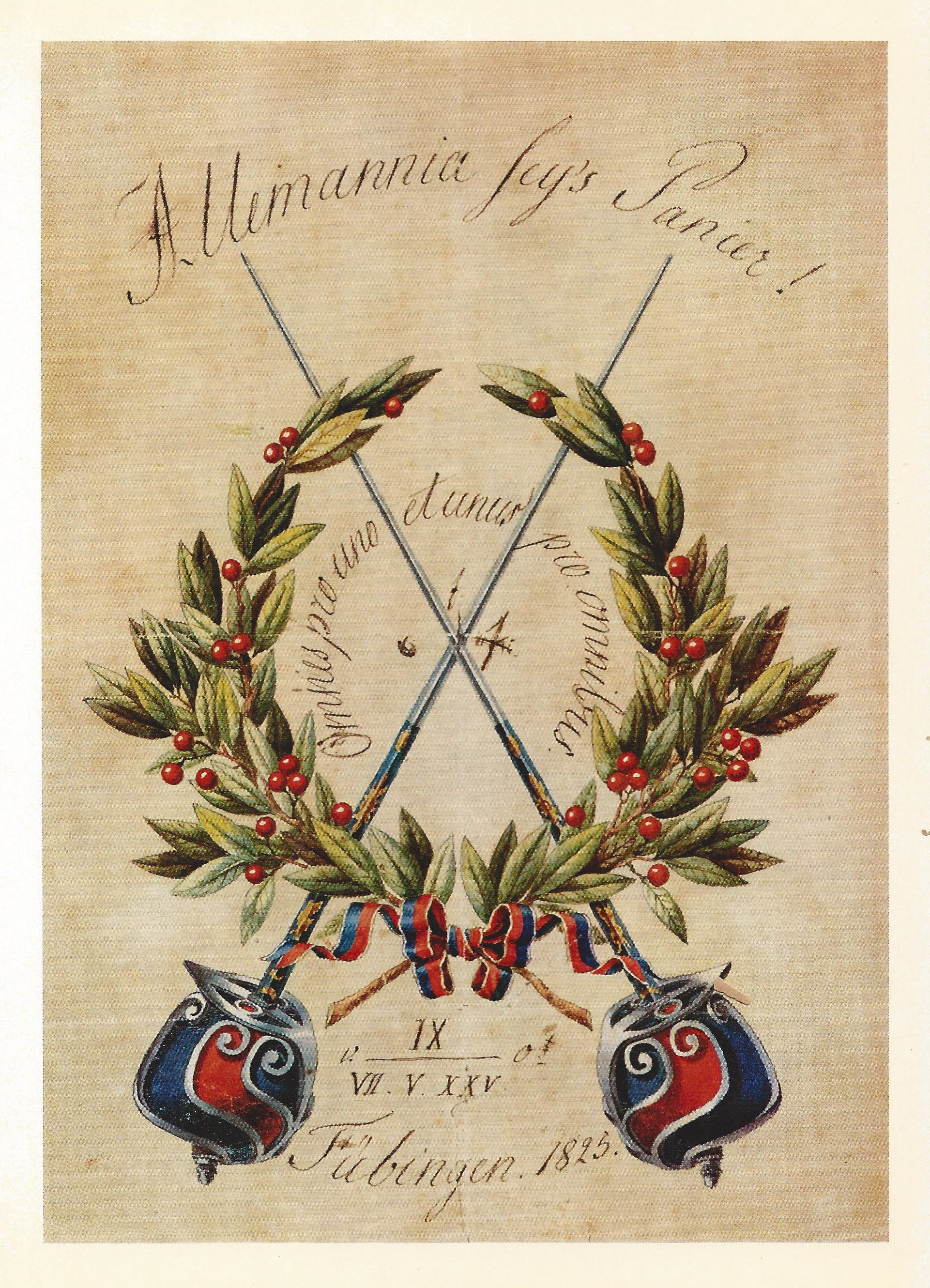
Corps der Alamannen (1825)

- Alemannia II (1825–1826) blau-rot o. P.[A 103]
- Alemannia III (1830–1833) grün-gelb-rot oder grün-rosa-gold m. G.[A 104]
- Danubia (1820–1822) schwarz-weiß
- Franconia I (1808–1811) grün-rosenrot-weiß
- Guestphalia I (1831–1851) grün-weiß-schwarz m. S.[A 105]
- Helvetia I (1811–1816) grün-gelb-rot
- Helvetia II (1821–1822) blutrot-weiß
- Hercynia (1818–1823) schwarz-grün-gold m. G.
- Hohenlohia (1815–1821) schwarz-weiß-gelb[A 106]
- Obersuevia (1808–1813) schwarz-weiß-rot[A 107]
- Suevia I (1807–1811) schwarz-rot o. P.
- Suevia II (1813–1826) schwarz-weiß-rot[A 108]
- Teutonia (1814–1816) dunkelgrün-hellblau-weiß
- Transsylvania (1856–1857) blau-rot-blau[A 109]
- Ulma (um 1822)[A 110]
- Ulmia (1861–1863) schwarz-weiß-gelb[A 111]
- Vandalia (1835–1838) schwarz-blau-gold[A 112]
- Würtembergia (1815–1816) schwarz-weiß-gelb

### Ungarisch-Altenburg
Die Landwirtschaftliche Lehranstalt Ungarisch-Altenburg ging 1850 aus dem 1818 gegründeten Herzoglich ökonomischen Institut zu Ungarisch Altenburg hervor. Die Verbindung Pannonia wurde am 31. Oktober 1876 gegründet. Sie war ab April 1877 eine konservative Landsmannschaft und stand im Freundschafts- und Paukverhältnis mit Posonia Wien.
- Pannonia (1876–1878) rot-weiß-gold auf weiß; weiße Mütze

### Wien
Die Universität Wien von 1365 ist die älteste Universität im deutschen Sprachraum. Maria Theresia und Joseph II. (HRR) drängten den Einfluss der Jesuiten zurück und verstaatlichten die Rudolphina. Gegen die folgenden Einschränkungen der Akademischen Freiheit richtete sich die Revolution von 1848. Leo von Thun-Hohenstein reformierte 1849 die Universität, die 1850 eine Evangelisch-Theologische Fakultät erhielt.
- Amelungia (1877–1893, Corps seit 1879) blau-weiß-gold
- Borussia (1872–1873) schwarz-weiß-schwarz
- Cimbria (1870–1902, Corps seit 1876) schwarz-rot-gold auf schwarz, ab 1874 schwarz-grün-rot[EN 30]
- Danubia (1860–1909, Corps seit 1876) schwarz-gold-blau, ab 1870 rot-weiß-gold auf blau, ab 1876 blau-weiß-rot
- Frisia (1900) rosa-weiß-blau
- Franconia (1868–1869) rot-weiß-gold
- Herulia (1861–1862) blau-weiß-schwarz[EN 31]
- Teutonia (1858–1867, Corps seit 1860) blau-weiß-gold
- Teutonia (1859–1867, Corps seit 1866) rot-weiß-blau

### Würzburg

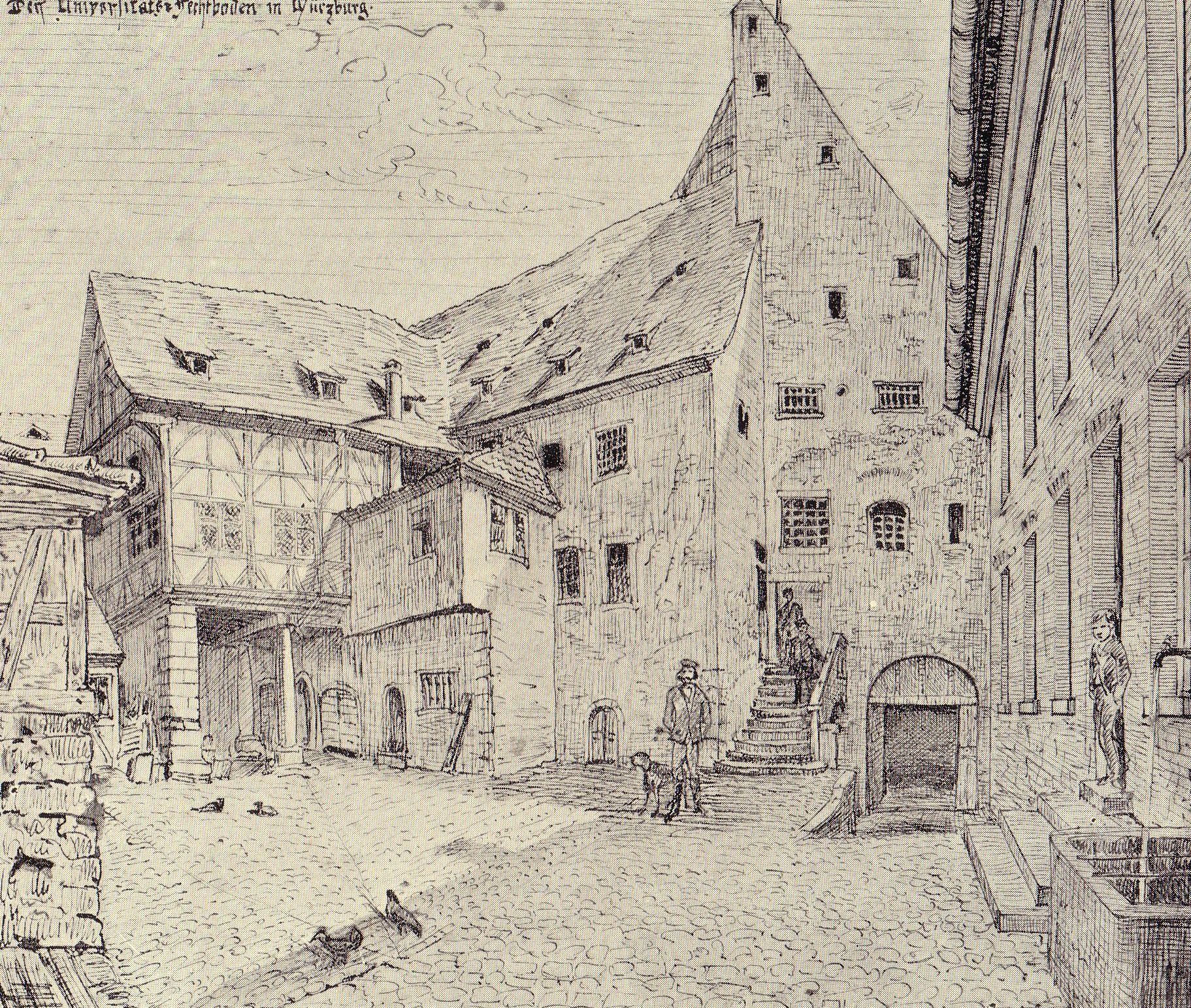
Universitätsfechtboden

Die 1582 in der Gegenreformation neu gegründete Julius-Maximilians-Universität verlor ihren kirchlich-katholischen Charakter im frühen 19. Jahrhundert, als Würzburg an das Königreich Bayern kam. Im Mai 1849 zog die Studentenschaft für acht Tage nach Wertheim aus.
- Germania (1803– um 1805) hellblau-weiß-gelb o. P.[A 113]
- Guestphalia (um 1805–1808) grün-schwarz-weiß o. P.
- Franconia occidentalis/Westfranken (1811–1813) apfelgrün-pfirsichrot m. G.[A 114]
- Helvetia (1820–1824) scharlachrot-weiß-scharlachrot m. S.
- Rhenania I (1805–1814) blau-weiß-rot o. P.
- Rhenania II (1824–1828) blau-weiß-rot m. G.[EN 32]

### Zürich

Tigurinia I im WS 1862/63

Die Universität Zürich war 1833 die erste Universität Europas, die von einem demokratischen Staatswesen und nicht von der Kirche oder einem Landesfürsten gegründet wurde. Das Gleiche gilt für das am 16. Oktober 1855 gegründete Eidgenössische Polytechnikum, an der die Schwarz-Helvetia beheimatet war.
- Alamannia (1888–1898) blau-weiß-rot (behördlich verboten)
- Allobrogia (1898–1926) gelb-weiß-hellblau (Ersatzverbindung für die verbotene Alamannia)
- Helvetia I (1843–1847) rot-weiß
- Helvetia II = Grün-Helvetia (1878–1885) grün-gold-rot m. G. [A 115]
- Hilaria (1847–1849)
- Tauriscia (1834)
- Tigurinia I (1850–1931) rot-weiß-blau
- Corps Helvetia Zürich (WSC) (1861–1865) schwarz-weiß-rot[EN 33]